# Yves Cros
Yves Cros   (Aigas Vivas, 5 d'octubre de 1923 - Besiers, 21 de juliol de 1995) va ser un atleta francès, especialista en els 400 metres tanques, que va competir durant la dècada de 1940.
El 1948 va prendre part en els Jocs Olímpics de Londres, on fou cinquè en els 400 metres tanques del programa d'atletisme.
En el seu palmarès destaquen una medalla d'or en la prova dels 4x400 metres al Campionat d'Europa d'atletisme de 1946, a Oslo, i el campionat nacional dels 400 metres tanques de 1944, 1946, 1947 i 1949.

## Millors marques
- 400 metres tanques. 52.5" (1948)[1][3]